# U.S. Bancorp
U.S. Bancorp (estilizado como US bancorp ) é uma holding bancária americana sediada em Minneapolis, Minnesota, e incorporada em Delaware.  É a empresa-mãe da US Bank National Association, conhecida como US Bank, que ocupa a 7ª posição na lista dos maiores bancos dos Estados Unidos. A empresa fornece produtos de serviços bancários, de investimento, hipotecário, fiduciário e de pagamento a pessoas físicas, empresas, entidades governamentais e outras instituições financeiras. Possui 3.106 agências e 4.842 caixas eletrônicos, principalmente no Centro-Oeste dos Estados Unidos,  e possui aproximadamente 72.400 funcionários.  A empresa também possui Elavon, um processador de transações com cartão de crédito.  
O US Bancorp opera sob a segunda carta nacional contínua mais antiga, originalmente Carta #24, concedida em 1863 após a aprovação da Lei do Banco Nacional. Cartas anteriores expiraram quando os bancos foram fechados ou adquiridos, elevando o número de fretamento do US Bank de 24 para 2. A mais antiga carta nacional, originalmente concedida ao First National Bank of Philadelphia, é detida pela Wells Fargo, que obteve após sua fusão com a Wachovia. 

## História

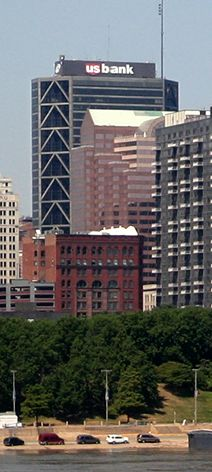
US Bank Plaza no centro de St. Louis, Missouri

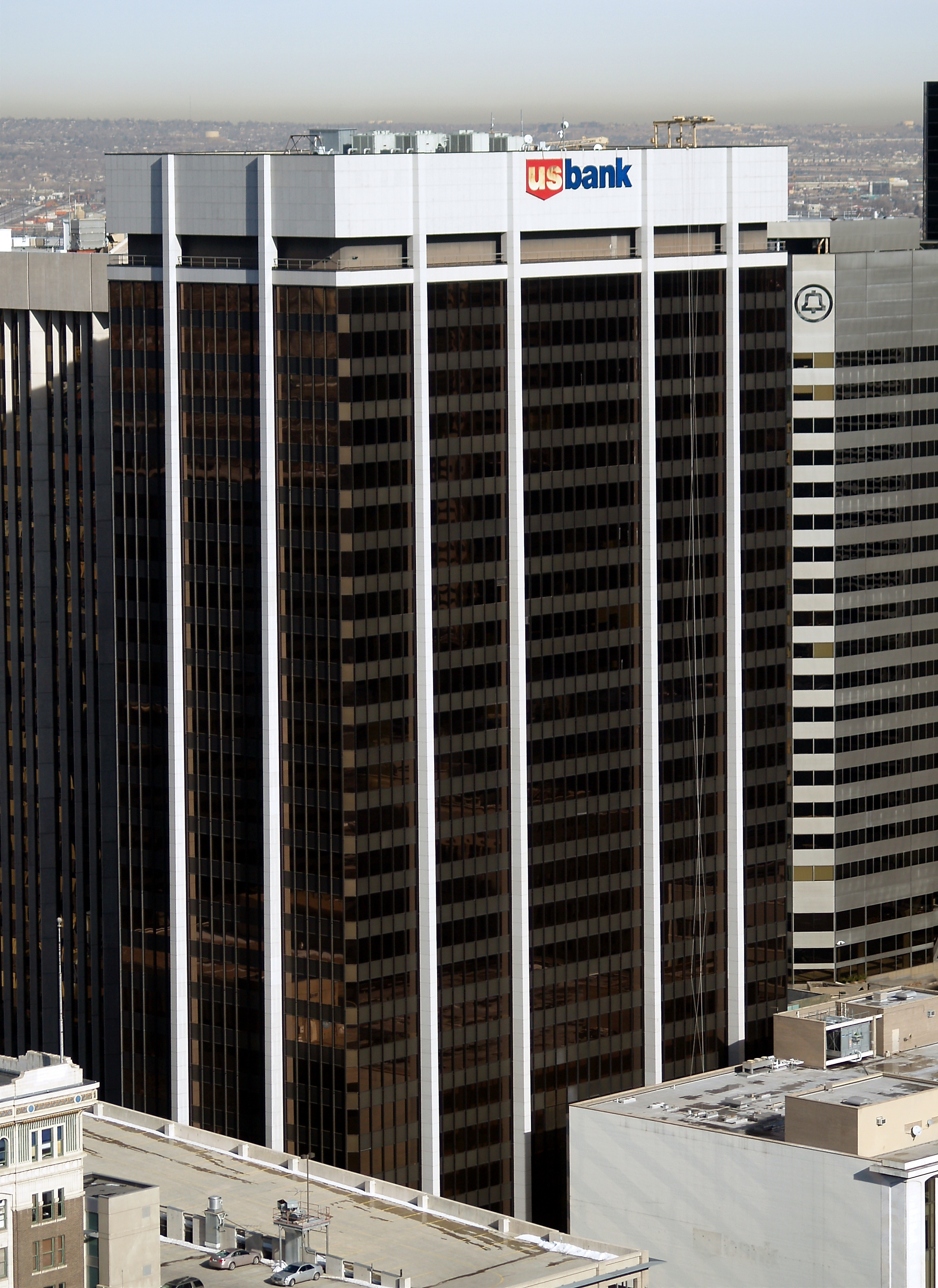
US Bank Tower no centro de Denver, Colorado

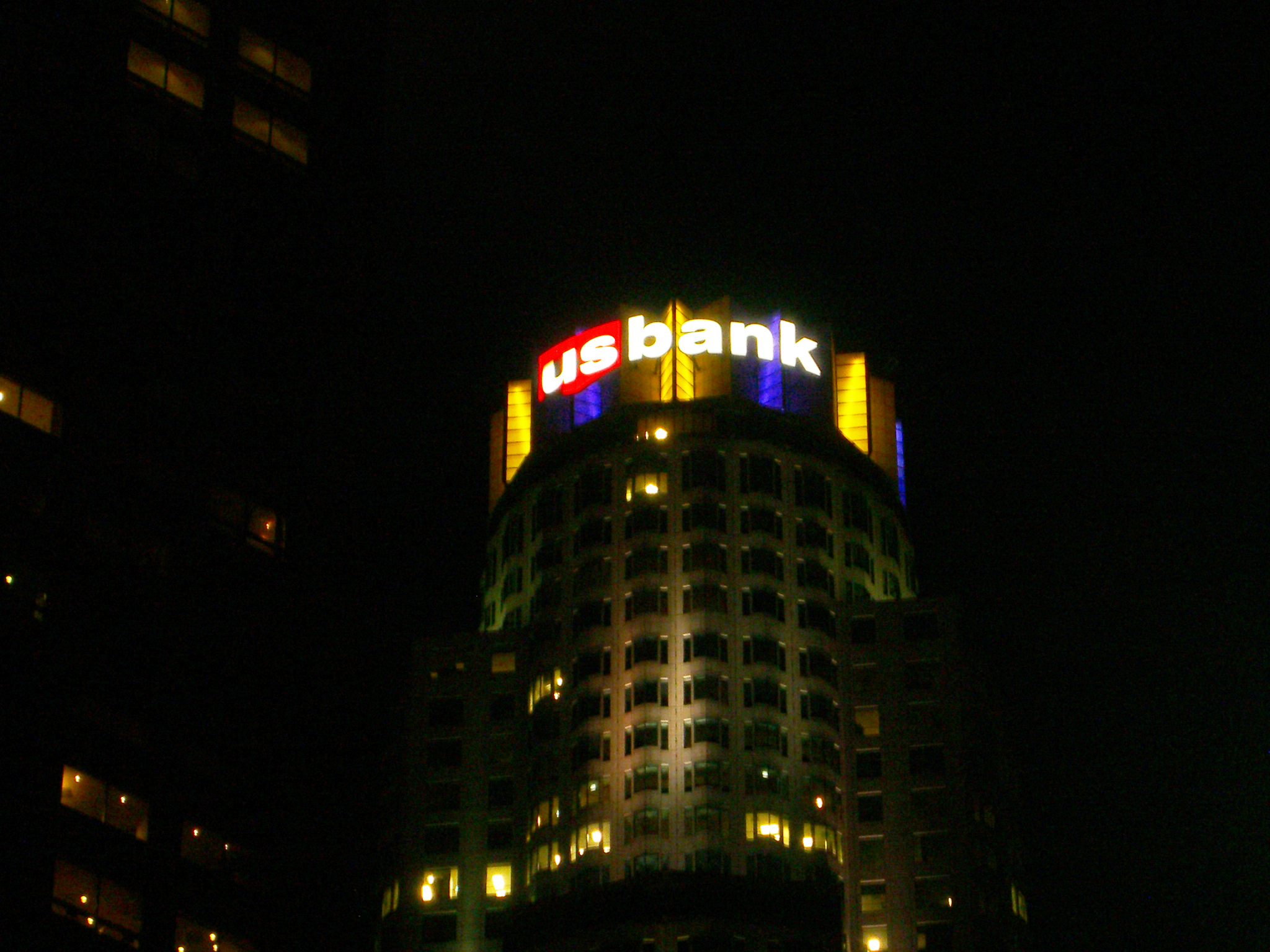
US Bank Tower no centro de Los Angeles, Califórnia

O nome do US Bank apareceu pela primeira vez como United States National Bank of Portland, estabelecido em Portland, Oregon, em 1891.  Mudou seu nome para o Banco Nacional dos Estados Unidos do Oregon em 1964.  Em 1902, fundiu-se com o Ainsworth National Bank of Portland, mas manteve o nome US National Bank. 
A parte central da franquia data de 1864, com a formação do First National Bank of Minneapolis.  Em 1929, esse banco fundiu-se com o First National Bank of St. Paul (também formado em 1864) e vários bancos menores do Upper Midwest para formar a First Bank Stock Corporation, que mudou seu nome para First Bank System em 1968. 

## Edifícios
- U.S. Bank Center in Phoenix, AZ
- U.S. Bank Tower in Sacramento, CA
- One California in San Francisco, CA, sports the U.S. Bank logo and houses bank offices
- U.S. Bank Tower in Los Angeles, CA, the third tallest building west of the Mississippi River
- U.S. Bank Tower in Denver, CO
- U.S. Bank Plaza in Boise, ID
- U.S. Bank Building in Chicago, IL
- U.S. Bank Building in Davenport, IA
- U.S. Bank Building in Duluth, MN
- U.S. Bancorp Center in Minneapolis, MN
- U.S. Bank Plaza in Minneapolis, MN
- U.S. Bank Stadium in Minneapolis, MN
- U.S. Bank Center in St. Paul, MN
- One U.S. Bank Plaza in St. Louis, MO
- U.S. Bank Building in Billings, MT
- U.S. Bank Tower in Lincoln, NE
- U.S. Bank Center in Las Vegas, NV
- U.S. Bank Arena in Cincinnati, OH
- U.S. Bank Tower in Cincinnati, OH
- U.S. Bank Centre in Cleveland, OH
- U.S. Bancorp Tower in Portland, OR
- U.S. Bank Building in Sioux Falls, SD
- U.S. Bank Centre in Seattle WA
- U.S. Bank Building in Spokane, WA
- U.S. Bank Building in La Crosse, WI
- U.S. Bank Center in Milwaukee, WI
- U.S. Bank Plaza in Madison, WI